# Warinder Juss
Warinder Singh Juss est un homme politique et avocat britannique. Membre du Parti travailliste, il remporte le siège de député dans la nouvelle circonscription de Wolverhampton West en 2024.

## Jeunesse
Juss est né en Afrique de l'Est et s'installe à Wolverhampton en 1968. Il fréquente les écoles publiques locales et obtient un diplôme en droit de l'Université de Wolverhampton.

## Carrière
Avant d'entrer en politique, Juss travaille comme avocat chez Thompsons Solicitors, où travaille également l'ancien député de Wolverhampton Sud-Ouest, Rob Marris. Il enseigne également le droit dans un établissement d'enseignement supérieur à Wolverhampton.
Juss milite au sein du Parti travailliste depuis plus de 25 ans et participe à toutes les élections locales et nationales depuis 1997. Il siège au Conseil exécutif central du syndicat GMB, représentant la région de Birmingham et des West Midlands.
Juss est sélectionné comme candidat travailliste pour Wolverhampton Ouest lors des élections générales de 2024. Le processus de sélection est controversé, Claire Darke, conseillère municipale de Wolverhampton, ayant été exclue de la liste restreinte. Mish Rahman, membre du Comité exécutif national et membre du groupe de coordination national de Momentum, est également exclu de la liste restreinte, ce qui suscite des critiques sur le processus de sélection.
Il remporte le siège de Wolverhampton Ouest avec 19 331 voix (44,3 % des voix), soit une majorité de 7 868 voix, par rapport à un résultat théorique de 2019 de 23 542 voix (part des voix de 46,1 %), ce qui aurait donné lieu à une majorité conservatrice de 45 voix.